# هارولد باتن
هارولد باتن هو مدير ومدرب رياضي ومدرس وسمسار تأمين وسياسي أمريكي، ولد في 6 أكتوبر 1907 في مقاطعة إل باسو في الولايات المتحدة، وتوفي في 6 سبتمبر 1969 في توسان في الولايات المتحدة. نشط حزبياً في الحزب الديمقراطي. وقد انتخب عضو مجلس النواب الأمريكي ‏.